# Filago lutescens
Filago lutescens es una planta de la familia de las asteráceas.

## Descripción
Se distingue de Filago vulgaris en las inflorescencias de capítulos que algunas hojas de debajo sobrepasan. Tallo de hasta 25 cm; hojas oblongo-lanceoladas a acucharadas, con pelos amarillentos. Capítulos débilmente cuadrangulares; brácteas involucrales morado rojizas antes de la floración: Florece desde finales de primavera y en verano.

## Distribución y hábitat
En Gran Bretaña, Bélgica, Dinamarca, Francia, Alemania, Suecia, Albania, Austria, Bulgaria, República Checa, Suiza, España, Hungría, Italia, antigua Yugoslavia, Portugal, Polonia y Rumanía. En el Mediterráneo no aparece en Baleares, Corcega y Cerdeña. Crece en campos arenosos, junto a ríos y bosques abiertos, en zonas pedregosas y con grava, en suelos ligeros.